# Eucalyptus muelleriana
Eucalyptus muelleriana, comúnmente conocido como corteza fibrosa amarilla ("yellow stringybark"), es una especie de Eucalyptus nativo de Nueva Gales del Sur y Victoria en Australia. 

## Descripción
Es un árbol alto que crece a una altura de hasta 40 metros de altura.

## Taxonomía
Eucalyptus muelleriana fue descrita por Alfred William Howitt y publicado en Transactions of the Royal Society of Victoria 2(1): 89–91. 1890[1891].
Etimología
Eucalyptus: nombre genérico que proviene del griego antiguo: eû = "bien, justamente" y kalyptós = "cubierto, que recubre". En Eucalyptus L'Hér., los pétalos, soldados entre sí y a veces también con los sépalos, forman parte del opérculo, perfectamente ajustado al hipanto, que se desprende a la hora de la floración.
muelleriana: epíteto otorgado en honor del botánico Ferdinand von Mueller.
Sinonimia
- Eucalyptus dextropinea R.T.Baker, Proc. Linn. Soc. New South Wales 23: 417 (1898).[3]